# Acrossotidae
Die Acrossotidae sind eine Familie der Achtstrahligen Korallen (Octocorallia), die in flachen Meeresregionen des tropischen Indopazifiks vorkommt.

## Merkmale
Die Arten der Familie Acrossotidae bilden Tierkolonien, die aus vielen Einzelpolypen bestehen. Die Kolonien besitzen kein Achsenskelett, sondern sind an ihrer Basis durch band- oder röhrenartige Ausläufer (Stolonen) miteinander verbunden. Diese können zu breiten, das Substrat bedeckenden Membranen verschmelzen. Stolonen und Polypenkelche sind von einer dünnen Kutikula bedeckt. Die Polypen sind monomorph und können sich in die Polypenkelche, aber nicht in die Stolonen zurückziehen. Die Tentakel sind gefiedert. Die einzelnen Fieder können unterschiedlich geformt sein und es sind blattartig breite Fieder möglich, sie können jedoch auch zu kurzen, konischen Erhebungen am Tentakelrand reduziert sein. Sklerite sind in allen Regionen der Kolonie nicht vorhanden. Alle Arten der Familie Acrossotidae leben in einer Endosymbiose mit einzelligen, symbiotischen Algen (Zooxanthellen).

## Gattungen
Zur Familie Acrossotidae gehören drei Gattungen, von denen zwei vor 2022 zur Familie Clavulariidae gehörten:
- Acrossota Bourne, 1914
- Hadaka Lau & Reimer, 2019
- Phenganax Alderslade & McFadden, 2011.